# Pedro Marzialetti
Pedro Marzialetti (Bahía Blanca, provincia de Buenos Aires, Argentina, 26 de enero de 1914 - Buenos Aires, Argentina, 24 de enero de 2004 cuyo nombre completo era Pedro Felipe Marzialetti fue un director de fotografía y camarógrafo vinculado durante muchos años al cine de su país.

## Carrera profesional
Fue uno de los camarógrafos y directores de fotografía más importantes en los principios del cine sonoro argentino y colaboró con los más prestigiosos realizadores en casi 200 filmes. Cuando se creó Lumiton, la primera productora de Argentina, Marzialetti comenzó a trabajar para ella como microfonista en Los tres berretines (1933) y en Crimen a las 3 (1934) y, más adelante, como ayudante de cámara en Los muchachos de antes no usaban gomina (1937) y como camarógrafo. En Una luz en la ventana (1942), dirigida por Manuel Romero, demostró gran oficio para el manejo de la cámara y un intuitivo talento para crear atmósferas. 
En los años siguientes trabajó en filmes de variados géneros y debutó como director de fotografía en  El perseguidor (1962) dirigida por Osías Wilensky y desde entonces alternó ese trabajo, con el de camarógrafo en casi todos los filmes de Isabel Sarli. Se retiró hacia fines de la década de 1980.
Realizó intensa actividad gremial, integró la comisión directiva de la Asociación Gremial de la Industria Cinematográfica Argentina (Agica), y en 1948 fue uno de los fundadores del Sindicato de la Industria Cinematográfica Argentina (SICA), al que siguió vinculado hasta su fallecimiento ocurrido en Buenos Aires el 24 de enero de 2004.

## Filmografía
Camarógrafo
- El último piso (1962)
- Meus Amores no Rio (1959)
- Los tallos amargos (1956)
- El barro humano (1955)
- Vida nocturna (1955)
- Tren internacional (1954)
- Barrio gris (1954)
- Mercado negro (1953)
- Deshonra (1952)
- Sombras en la frontera (1951)
- El seductor (1950)
- La culpa la tuvo el otro (1950)
- Yo no elegí mi vida (1949)
- El hombre que amé (1947)
- El misterio del cuarto amarillo (1947)
- El fabricante de estrellas (1943)
- Una luz en la ventana (1942)
- Ven... mi corazón te llama (1942)
- Historia de crímenes (1942)
- Águila Blanca (1941)
- El inglés de los güesos (1940)
- Mi amor eres tú (1941)
- El tesoro de la isla Maciel (1941)

Director de fotografía
- Más allá del tema (1989)
- Paraíso Relax (Casa de masajes) (1988)
- La clínica loca (1988)
- Mujer-Mujer (1987)
- Los taxistas del humor (1987)
- Correccional de mujeres (1986)
- Sucedió en el internado (1985)
- Juego perverso Abandonada (1984)
- Visión de un asesino (1981)
- Una viuda descocada (1980)
- Sujeto volador no identificado Abandonada (1980)
- Más allá de la aventura (1980)
- El juicio de Dios Abandonada (1979)
- El profesor erótico (1976)
- Difunta Correa (1975)
- El fuego del pecado o El inquisidor (1974)
- Allá en el Norte (1973)
- He nacido en la ribera (1972)
- ¿De quiénes son las mujeres? (1972)
- Cómo seducir a una mujer (1967)
- El loro de la soledad (1967)
- Fuego en la sangre  (1965)
- Una excursión a los indios ranqueles Abandonada (1965)
- Cosquín, amor y folklore (1965)
- Santiago querido! (1965)
- El perseguidor (1962)
- Fuego en la sangre (1964)
- La gran carrera (1964)
- La fusilación o El último montonero (1963)
- Allá donde el viento brama Inédita (1963)
- Una excursión a los indios ranqueles Abandonada (1963)
- El terrorista (1962)
- Operación Antartida (corto documental)

Microfonista
- Celos (1946)
- La muchachada de a bordo (1936)
- Crimen a las 3 (1934)
- Los tres berretines (1933)

Ayudante de cámara
- Así es la vida (1939)
- Los muchachos de antes no usaban gomina (1937)